# 郑天保
郑天保（1902年—1971年2月2日），中华人民共和国政治人物。
1936年，与胡一声创办“引擎”出版社。曾任广东省人委办公厅副主任，省文教办公室副主任，省政协秘书长。1953年，担任致公党中央委员会秘书长、致公党广东省委主委。文革期间遭中共迫害，1971年2月2日去世。